# Andrena calandra
Andrena calandra är en biart som beskrevs av Warncke 1975. Andrena calandra ingår i släktet sandbin, och familjen grävbin. Inga underarter finns listade i Catalogue of Life.